# Glyphis garricki
Glyphis garricki — один из видов рода пресноводные серые акулы, семейство Carcharhinidae. Этот вид акул обнаружен в рассеянных приливных реках и связанных с ними прибрежных водах северной Австралии и, возможно, Папуа — Новой Гвинеи. Он обитает в водоёмах с мутной водой и мягким дном. Молодые акулы переходят из пресной воды в солёную и обратно. Этот вид похож на прочих серых акул, у него плотное тело серого цвета с высокой спиной, крошечные глаза и широкие плавники. Особи достигают размера 2,5 м.
Рацион, вероятно, состоит из различных рыб. Это живородящий вид акул. В помёте 9 и более акулят. Самка приносит потомство раз в два года до наступления сезона дождей. Эти акулы редко попадают в сети, но, возможно, они страдают от ухудшения условий обитания. Международный союз охраны природы (МСОП) оценил статус сохранности данного вида, как «Вид на грани исчезновения» (CR).

## Таксономия
Первые известные образцы  представляли собой двух новорожденных самцов из Папуа-Новой Гвинеи, обнаруженных в Новой Зеландии ихтиологом Джеком Гарриком,  в честь которого в конечном итоге будет назван новый вид. До 2008 эту акулу называли Glyphis sp. C, пока её формально не описали Леонард Компаньо, Уильям Уайт, и Питер Ласт в газете Commonwealth Scientific and Industrial Research Organisation (CSIRO). Последний типовой экземпляр вида представлял собой самку длиной 67 см, пойманную в реке East Alligator, в Национальном парке Какаду на Северной территории.

## Ареал
Акулы вида Glyphis garricki обитают в реках Кинг Саунд, Докторс Крик рядом с Дерби в Западной Австралии, в реках Аделаида и Аллигатор в Северной Австралии, и, возможно, в реке Флай в Папуа — Новой Гвинее. Они встречаются в крупных реках, лиманах, заливах и у побережья, в водоёмах с мутной водой и илистым грунтом, которые подвергаются сильным приливам и отливам. Молодых акул находятся в пресной, солоноватой и солёной воде (соленость 2—36‰), в то время как взрослые обитают в море.

## Описание
У акул вида плотное тело с высокой спиной. Голова широкая и уплощённая, с широкой округлой мордой, крошечные глаза оснащены мигательной мембраной. Каждая ноздря окружена треугольной кожной складкой. Крупный рот широко изогнут, с короткими бороздами по углам. Во рту 31—34 верхних и 30—35 нижних зубных рядов, верхние зубы находятся в вертикальном положении и имеют треугольную форму, края покрыты зазубринами, в то время как нижние зубы более узкие и прямые или слегка изогнутые. У очень крупных особей передние нижние зубы имеют копьевидную форму с зубцами вблизи острия.
Грудные плавники большие и широкие, с изогнутыми краями и острыми концами. Брюшные плавники треугольной формы, задние края почти прямые. Первый спинной плавник имеет длинное основание и треугольную форму, вершина образует почти прямой угол, второй спинной плавник примерно на 2/3 выше первого. Основание первого спинного плавника расположено над задними краями грудных плавников, в то время как второй спинной плавник расположен над задними концами брюшных плавников. Гребень между первым и вторым спинными плавниками отсутствует. Анальный плавник меньше второго спинного плавника с большой выемкой на каудальном крае. Хвостовой плавник имеет развитую нижнюю лопасть и длинную, узкую верхнюю лопасть с вентральной выемкой вблизи кончика. Плакоидные чешуйки мелкие, овальные, перекрывают друг друга, на них имеются по три горизонтальных гребня, оканчивающихся зубцами. Окрас серо-стального цвета, брюхо  белое,  переход цвета резкий, расположен ниже глаз и становится зубчатым по бокам туловища. Анальный и хвостовой плавники тёмные или темнеют по краям. Максимальная зафиксированная длина 2,5 м.  Этот вид отличается от обыкновенных серых акул (Glyphis glyphis) несколькими морфологическими и меристическими признаками, в том числе меньшим числом позвонков (137—151 против 213—222) и неровной границей окраски по бокам.